# Słuszewo (przystanek kolejowy)
Słuszewo – nieczynny przystanek kolejowy w Słuszewie na linii kolejowej nr 230 Wejherowo – Garczegorze, w województwie pomorskim. Przystanek został zamknięty 30 maja 1992 roku.